# Leopold Simoneau
Leopold Simoneau   (Saint-Flavien, 3 de maig de 1916 - Victoria, 24 d'agost de 2006) va ser un tenor canadenc. És considerat un dels millors intèrprets de les òperes de Mozart del segle XX.

## Biografia
Orígens i formació
Léopold Simoneau va conèixer molt poc la seva mare, Olivine Boucher, que va morir de grip espanyola el 3 de març de 1917. El seu pare, Léopold Simoneau, produïa formatge i mantega i estava a càrrec del cor parroquial. Léopold Simoneau era un de deu fills. Va passar part de la seva joventut a Lawrence, Estats Units, amb la seva germana, Florida. Una mica més tard, es va traslladar a prop de la ciutat de Quebec per viure amb una altra de les seves germanes. Després va estudiar al Collège de Lévis, on va estudiar francès, llatí i grec, entre altres assignatures. Va ser en aquesta època que es va familiaritzar amb el cant, en aquest cas el cant gregorià, ja que la institució era catòlica. El seu interès va créixer encara més quan va escoltar per primera vegada una gravació de l'ària "Il mio tesoro" de l'òpera Don Giovanni de Mozart. El 1939, va prendre algunes classes de cant amb el professor Émile Larochelle a la ciutat de Quebec. Després va estudiar a Montreal amb Salvator Issaurel. Va ser llavors quan va conèixer la cantant quebequesa Pierrette Alarie (1921-2011), amb qui es va casar el 1946. Van tenir dues filles, Isabelle i Chantal.

## Carrera
cantant d'òpera
Va debutar als escenaris el 1941 amb les Variétés lyriques, interpretant el personatge de Hadji a l'òpera Lakmé de Léo Delibes. Durant aquest període, va participar en altres produccions de Variétés lyriques, com ara El barber de Sevilla de Rossini i La traviata de Verdi. El 1943, va interpretar el paper de Don Curzo a Les noces de Fígaro de Mozart en una producció de l'Òpera Guild de Montreal dirigida per Thomas Beecham. Va ser en aquest moment que va començar la col·laboració Simoneau-Mozart. El 1944, va guanyar el Premi Archambault i es va traslladar a Nova York per estudiar amb el tenor Paul Althouse.
El 1949, va fer una aparició notable a l'Opéra-Comique de París a l'òpera Mireille de Gounod, on va interpretar el paper de Vincent. L'any següent, la seva carrera internacional i reputació com a tenor de Mozart van enlairar-se amb la seva interpretació del paper de Ferrando a Così fan tutte de Mozart al Festival d'Ais de Provença. El 1953, va enregistrar el paper de Nadir a Les Pêcheurs de perles de Bizet, al costat de la seva dona, sota la direcció de Jean Fournet. Durant la dècada de 1950, també va actuar en duet amb Pierrette Alarie en diversos festivals europeus, com ara Ais de Provença, Glyndebourne i Salzburg. La seva actuació com a Ferrando a Così fan tutte, sota la direcció de Karajan (dirigint la Philharmonia), amb Elisabeth Schwarzkopf com a Fiordiligi, és llegendària. També és notable la seva actuació a Don Giovanni amb Karajan a La Scala de Milà. L'ària Un'aura amorosa de Così fan tutte ofereix una interpretació exemplar, que el confirma definitivament com un tenor ideal en el repertori mozartià. El 1953, sota la direcció de Thomas Scherman, va enregistrar L'Enfance du Christ de Berlioz.
El 1954, va cantar al costat de Maria Callas a La traviata, una producció de la Lyric Opera de Chicago. El 1956, va enregistrar el Rèquiem de Berlioz sota la direcció de Dimitri Mitropoulos; el mateix any, va tornar al Canadà per treballar amb la Canadian Opera Company. Amb aquesta última, va participar en dues produccions: el 1956, Don Giovanni en el paper de Don Ottavio i, el 1957, La flauta màgica en el paper de Tamino. El 1959, ell i la seva dona van guanyar la primera edició del Prix Calixa-Lavallée, i el 1961, el Grand Prix du disque de l'Académie Charles-Cros de París. Aquest últim li va ser atorgat en reconeixement d'un enregistrament d'obres de Mozart realitzat en col·laboració amb Pierrette Alarie i l'Orquestra Filharmònica d'Amsterdam. El 1963 va fer la seva primera aparició a la Metropolitan Opera (Met) de Nova York a l'òpera Don Giovanni, interpretant el paper de Don Ottavio, un paper que interpretaria quatre vegades per al Met. El 1968 va participar en l'enregistrament de Quebec de l'òpera Colas et Colinette, composta per Quesnel i reconstruïda per Ridout.
El 1969, va abandonar la seva carrera de cantant per dedicar-se a promoure el cant, havent interpretat, entre altres coses, Don Ottavio a Don Giovanni en més de 185 ocasions. Va cantar per última vegada en públic el 24 de novembre de 1970, a l'antic Fòrum de Montreal, a El Messies de Händel acompanyat per l'Orquestra Simfònica de Montreal. Durant la seva carrera de cantant, va treballar sota la direcció dels directors més reconeguts, com ara Hebert von Karajan, Georg Solti, Tullio Serafin, Karl Böhm, Otto Klemperer, George Szell, Carlo Maria Giulini, Thomas Beecham, Dimitri Mitropoulos, Bruno Walter i Igor Stravinsky. També va cantar a l'Argentina, Àustria, Escòcia, Anglaterra, França, Canadà i els Estats Units, entre d'altres.
Ha estat dirigit per Stravonski (per a Oedipus Rex, narrat per Jean Cocteau, el 1952 durant el Festival del Segle XX) i Karl Böhm, a més d'acompanyar Maria Callas, Glenn Gould i Joan Sutherland.

## Professor i director artístic
Va començar a ensenyar al Conservatori de música de Quebec el 1963. A partir del 1967, va ser ajudant del director general de música del Ministeri d'Afers Culturals del Quebec. El 1971, va ser nomenat oficial de l'Orde del Canadà. Aquell mateix any, va elaborar un informe que denunciava les deficiències del cant clàssic al Quebec. Aquest informe va conduir a la fundació aquell mateix any de l'Òpera de Quebec, de la qual va ser director artístic. Un any més tard, després d'un començament tempestuós per a l'Òpera de Quebec, va dimitir del seu càrrec i va abandonar la província. Poc després, el 1972, es va traslladar amb la seva família a Califòrnia després de rebre una invitació per ensenyar al Conservatori de Música de San Francisco, Allà, va ocupar el càrrec de professor de tècnica vocal i interpretació durant més de 10 anys i va ser membre de la direcció del conservatori. De 1973 a 1977, ell i la seva dona van ensenyar a la "Banff School of Fine Arts", ara el "Banff Centre for the Arts", al Canadà, durant la temporada d'estiu. El 1978, la seva carrera docent va continuar a Victòria, a la "Johannesen School of the Arts".
El 1982, a Victòria, on havien establert la seva residència a l'abril d'aquell any, ell i la seva dona van fundar el programa de formació Canada Opera Picola per a joves cantants. Junts van dirigir aquest programa fins al 1988, quan la manca de finançament, entre altres coses, els va obligar a tancar-lo. Aquell mateix any, Renée Maheu va publicar el llibre Pierrette Alarie, Léopold Simoneau: Dues veus, un art, una obra biogràfica que descriu la vida d'aquests dos músics. Va ser nomenat Oficial de l'Ordre de les Arts i les Lletres de França el 1990. El dijous 4 de gener de 1996 va ser guardonat amb el títol de Company de l'Ordre del Canadà, el rang més alt d'aquesta distinció. Va ser nomenat Oficial de l'Ordre del Quebec el 1997.

El mateix Léopold Simoneau va escriure L'Art del Bel Canto (publicat el 2004 per Éditions du Boréal), una lliçó d'estil i cant per a joves cantants. Va dir: 
| « | «Cantants joves, cultiveu lentament la veu que teniu, no la que us agradaria tenir. Eviteu forçar prematurament el seu rang i reduir-ne la intensitat. La veu ha de madurar; només el cantant pacient arribarà lluny». | » |

Fi de la seva vida

Va morir el dijous 24 d'agost de 2006 a Victòria, als 90 anys, de diabetis.

## Honors
- 1944 - Concurs de l'Orquestra Simfònica de Montreal
- 1959 - Premi Calixa-Lavallée
- 1967 - Oficial de l'Orde del Canadà
- 1972 - Medalla del Consell de Música del Canadà
- 1990 - Oficial de l'Orde de les Arts i les Lletres de França
- 1992 - Premi d'Arts Escèniques del Governador General
- 1996 - a Quebec - Company de l'Orde del Canadà
- 1997 - Cavaller de l'Orde Nacional del Quebec

## Discografia
- Perfect Vocal Marriage (CBC Record)[27]
- Hector Berlioz, Rèquiem, Léopold Simoneau, tenor, Òpera Estatal de Viena, Filharmònica de Viena, dirigida per Dimitri Mitropoulos. (Enregistrament en directe 15/07/1956) Orfeo CD 2018
- Hector Berlioz, Rèquiem, Léopold Simoneau, tenor, Cor del Conservatori de Nova Anglaterra, BSO, dirigida per Charles Munch (enregistrament 26/04-27/1959) LP Informe RCA CD

## Obra
- Léopold Simoneau (preferiblement Renée Maheu), L'art del bel canto (cant, estudi i ensenyament, bel canto), Montreal, Boréal, col·lecció “Boréal compact” (núm. 154), 2004, 2a ed. (1a ed. 1995), 160 pàg., 1 vol. (160 pàg.): il·lustracions, [8] pàg. de pl.; 19 cm (ISBN 2-7646-0288-X, BNF 40045695)